# Broer Matie
Pour plus de détails, voir Fiche technique et Distribution.
Broer Matie (Frère Matie en français) est un film sud-africain essentiellement en langue afrikaans, réalisé par Jans Rautenbach et sorti le 20 juillet 1984. 
C'est le dernier film produit par le réalisateur Jans Rautenbach. Le film se déroule dans le petit Karoo.

## Synopsis
En octobre 1961, durant l'apartheid, sous le gouvernement Verwoerd, un éminent fermier, du domaine de Rietfontein dans le Petit Karoo, décède. Dans son testament, il a mentionné dans ses dernières volontés qu'un ministre coloured de l'église réformée hollandaise puisse officier à ses funérailles et prononcer le sermon. Le conseil de l'église blanche discute de la demande du fermier alors qu'un drame se joue au sein de la communauté.

## Genre
Le film est un mélodrame qui traite du contexte politique de 1961 en Afrique du Sud.
Le film s'inscrit dans la lignée de Die Kandidaat. Rautenbach veut dénoncer l'hypocrisie ambiante en Afrique du Sud concernant les interactions raciales et enjoindre les Afrikaners à affronter la réalité de la société multiculturelle existante de fait dans le pays.

## Fiche technique
- Producteur : Jans Rautenbach
- Coproducteur : Louis Möller
- Distributeur : Satbels Films
- Film en couleur
- Film essentiellement en langue afrikaans
- Réalisateur : Jans Rautenbach
- Scénario : Jans Rautenbach
- Photographie : James Robb
- Musique : Bobby Louw
- Chansons : Christa Steyn, Mike Bryan
- Distribution : Trudie Taljaard
- Durée : 84 minutes
- Origine :  Afrique du Sud
- Lieux du tournage : Petit Karoo, De Rust, Elim, Boksburg (intérieur de l'église)
- Sortie en Afrique du Sud : 20 juillet 1984

## Distribution
- Simon Bruinders : Kieries Kammies le prédicateur coloured
- Paul Lückhoff : Pietman, le fils de Matie Olivier
- Louw Verwey : le directeur
- Patrick Mynhardt : Jurie
- Trix Pienaar : Hannie
- Joe Stewardson : Matie Olivier, le fermier qui meurt subitement
- Stephen Heyns : Révérend Jooste
- Barry Trengove : Sekel
- Kristo Pienaar : le membre du Broederbond
- Michelle Bestbier : Vicki, la fille anglophone de Pietman
- Douglas Fuchs : Colonel Vos
- Natalie Roche : Elisabet
- Trudie Taljaard : Lettie Summers
- Gerrit Schoonhoven : l'enseignant
- Chris Botha : le mécanicien
- Johan Brewis :
- Will Roberts : le représentant du parti national
- Manie Maritz : Oncle
- Nico van Niekerk : Jan Staan-Alleen